# 벨기에 왕립미술관

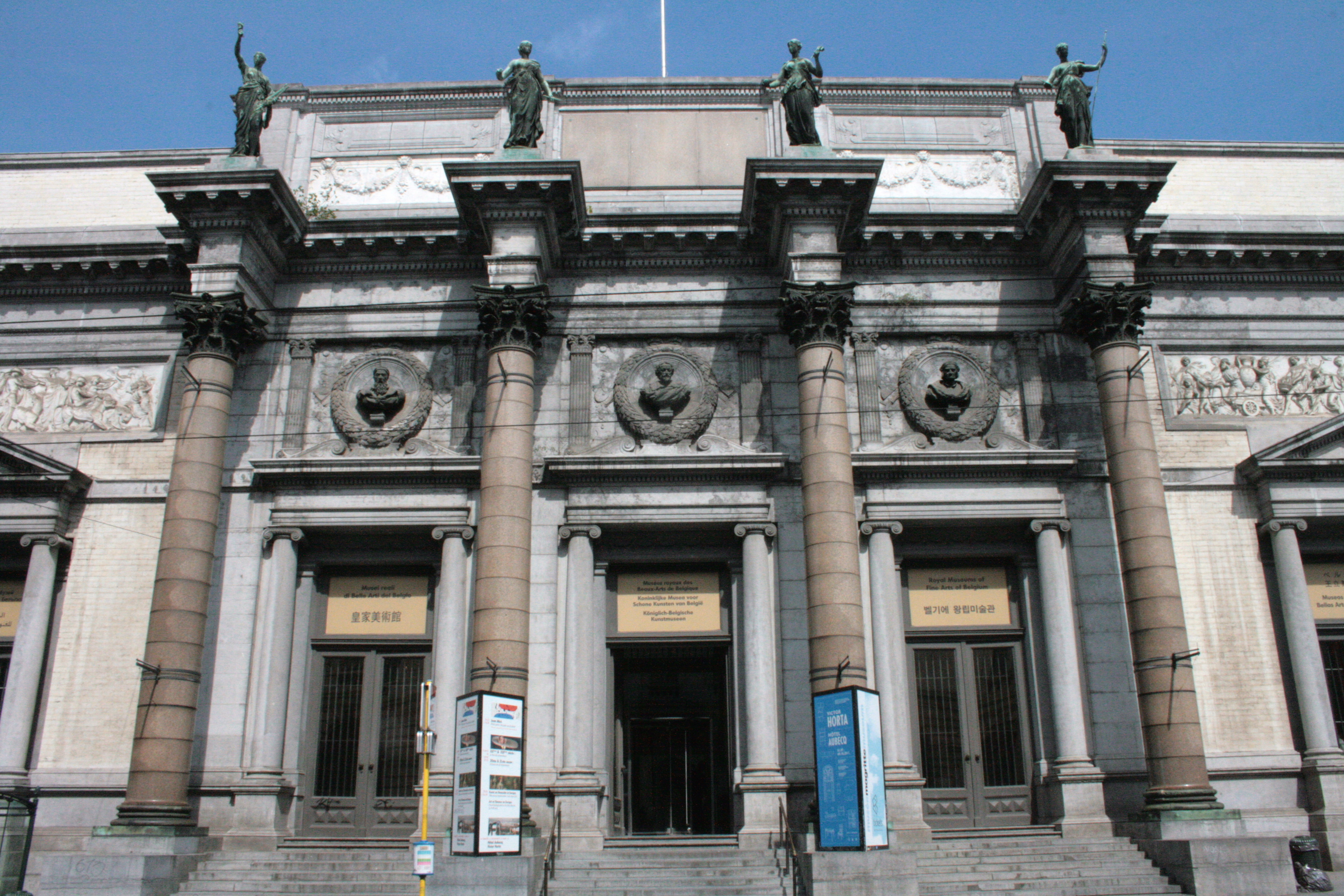
벨기에 왕립미술관

벨기에 왕립미술관(네덜란드어: Koninklijke Musea voor Schone Kunsten van België, 프랑스어: Musées royaux des beaux-arts de Belgique)은 벨기에의 수도 브뤼셀에 있는 미술관이다.
약 2만 점의 소장품을 보유하고 있다.